# Nashwauk
Nashwauk ist eine Kleinstadt (mit dem Status „City“) im Itasca County im US-amerikanischen Bundesstaat Minnesota. Das U.S. Census Bureau hat bei der Volkszählung 2020 eine Einwohnerzahl von 970 ermittelt.
In Nashwauk befindet sich die Hauptkirche der Katholischen Gemeinde von Nashwauk-Keewatin-Pengilly, St. Cecilia’s, welche von Reverand Ronald Gagne und Deacon Richard Johnston betreut wird.

## Geografie
Nashwauk liegt im Norden von Minnesota auf 47°22′35″ nördlicher Breite und 93°09′36″ westlicher Länge. Der Ort erstreckt sich über 39,63 km², die sich auf 37,76 km² Land- und 1,86 km² Wasserfläche verteilen. Nashwauk liegt zum größten Teil in der Nashwauk Township, erstreckt sich aber zu einem kleineren Teil bis in die Greenway Township.
Benachbarte Orte von Nashwauk sind Keewatin (an der östlichen Stadtgrenze), Pengilly (6,9 km südlich) und Calumet (11,2 km südwestlich).
Die nächstgelegenen größeren Städte sind Fargo in North Dakota (309 km westlich), Winnipeg in der kanadischen Provinz Manitoba (509 km nordwestlich), Thunder Bay in der kanadischen Provinz Ontario (377 km ostnordöstlich), Duluth am Oberen See (131 km südöstlich) und Minneapolis (291 km südlich).
Die Grenze zu Kanada befindet sich 185 km nördlich.

## Verkehr
Entlang des Südrandes von Nashwauk verläuft der U.S. Highway 169. Die Minnesota State Route 65 führt als Hauptstraße durch das Zentrum von Nashwauk. Alle weiteren Straßen sind untergeordnete und teils unbefestigte Fahrwege sowie innerörtliche Verbindungsstraßen.
Parallel zum US 169 verläuft eine Eisenbahnstrecke der BNSF Railway.
Mit dem Grand Rapids – Itasca County Airport befindet sich 36,8 km südwestlich ein Regionalflugplatz. Die nächsten Großflughäfen sind der Hector International Airport in Fargo (322 km westlich), der Winnipeg James Armstrong Richardson International Airport (517 km nordwestlich) und der Minneapolis-Saint Paul International Airport (304 km südlich).

## Wirtschaft
Größter Arbeitgeber sind Dairy Queen und Fred's Grocery (Lebensmittelgeschäft). Weitere Arbeitgeber sind die Spartan Transportation, die für den Transport der High-School-Schüler der im Ort vorhandenen Nashwauk-Keewatin High-School mit ca. 400 Schülern verantwortlich ist, die Stadtverwaltung und die American Bank.
Derzeit errichtet der indische Stahlkonzern Essar Steel bei Nashwauk eine neue Takonit-Eisenerzmine.

## Demografische Daten
Nach der Volkszählung im Jahr 2010 lebten in Nashwauk 983 Menschen in 452 Haushalten. Die Bevölkerungsdichte betrug 26 Einwohner pro Quadratkilometer. In den 452 Haushalten lebten statistisch je 2,17 Personen.
Ethnisch betrachtet setzte sich die Bevölkerung zusammen aus 96,4 Prozent Weißen, 0,9 Prozent amerikanischen Ureinwohnern, 0,1 Prozent (eine Person) Asiaten sowie 0,1 Prozent (eine Person) aus anderen ethnischen Gruppen; 2,4 Prozent stammten von zwei oder mehr Ethnien ab. Unabhängig von der ethnischen Zugehörigkeit waren 0,8 Prozent der Bevölkerung spanischer oder lateinamerikanischer Abstammung.
21,8 Prozent der Bevölkerung waren unter 18 Jahre alt, 57,7 Prozent waren zwischen 18 und 64 und 20,5 Prozent waren 65 Jahre oder älter. 52,6 Prozent der Bevölkerung war weiblich.

Das mittlere jährliche Einkommen eines Haushalts lag bei 32.212 USD. Das Pro-Kopf-Einkommen betrug 17.505 USD. 15,1 Prozent der Einwohner lebten unterhalb der Armutsgrenze.

## Söhne und Töchter der Stadt
- Robert Gilruth (1913–2000), Luft- und Raumfahrtpionier